# Кириенко, Александр Владимирович
Александр Владимирович Кириенко (род. 8 апреля 1974) — украинский кинорежиссёр и сценарист.

## Биография
Родился в Киеве. До кинофакультета учился издательскому делу в КПИ. Окончил Киевский национальный университет театра, кино и телевидения имени И. К. Карпенко-Карого, факультет кино и телевидения, кафедра телевидения (руководитель Виктор Кисин), группа режиссуры видеофильма (мастерская Анатолия Борсюка и В. Чубасова).
Самостоятельно работает режиссёром с 1994 года (со II курса КДИТМ); занимается производством фильмов, рекламных роликов, музыкальных клипов.
Дебютировал на ММЦ «Интерньюз». Работал на телевидении («1+1», «Новый канал», «ICTV»). Главный режиссёр телепрограмм «Завтрак с 1+1», «Подъём», «УМ», «Живой звук», прямых эфиров музыкальных фестивалей «Червона Рута» (1998, 1999), прямой трансляции Новогодней ночи 2001 года на «Новом Канале».
С 2000 года продюсер и режиссёр-постановщик собственной студии «Propaganda House». С 2004 года активно работает в кинематографе (режиссёр художественных фильмов, телесериалов, телефильмов).

## Фильмография

### Режиссёр
- 2004 — Королева бензоколонки 2 (телефильм)
- 2006 — Оранжевое небо
- 2007 — Свои дети
- 2007 — Люблю тебя до смерти
- 2007 — Инди
- 2008 — Враг номер один
- 2008 — Иллюзия страха
- 2008 — Альпинист
- 2008 — Прощение
- 2009 — Найдёныш
- 2010 — Найдёныш 2
- 2010 — Последняя минута
- 2011 — Была тебе любимая
- 2012 — Соло на саксофоне
- 2012 — Любопытная Варвара
- 2014 — Лабиринты судьбы
- 2014 — Под каблуком
- 2014 — Питер-Москва
- 2015 — Снег и пепел
- 2015 — Убийство на троих
- 2016 — Сводные сёстры
- 2016 — Ивановы
- 2016 — Две жизни
- 2016 — Преступление (второй сезон)
- 2017 — Перекрёстки
- 2018 — Клоун (короткометражка)
- 2018 — Русалки
- 2019 — 2020 — На твоей стороне
- 2020 — Следуя за сердцем
- 2021 — Клиника счастья
- 2021 — Теория зла

### Сценарист
- 2007 — Инди
- 2008 — Иллюзия страха
- 2008 — Прощение

## Награды и номинации
- Картина «Иллюзия страха» выдвигалась от Украины на премию «Оскар» в номинации «Лучший неанглоязычный фильм»[1].
- Специальный приз жюри за фильм «Иллюзия страха» на 42-м Международном Хьюстонском фестивале (2009).